# حواس کندی
حواس کندی یک روستا در ایران است که در دهستان اجارود شمالی شهرستان گرمی استان اردبیل واقع شده‌است.
اهالی روستای هاواس کندی به دلیل عدم وجود آب و فراهم نبودن اشتغال جوانان و ...، در دهه های اخیر به صورت قابل توجه ناچار به مهاجرت به اردبیل و کرج نموده و در حال حاضر 95 نفر (طبق آخرین سرشماری   99.12.03) جمعیت دارد . شغل اصلی اهالی روستا کشاورزی ودامداری و زبان آن ترکی   هست. روستای هاواس به برکت نظام جمهوری اسلامی علی رغم اینکه لوله کشی  آب دارد ولی آب برای نوشیدن ندارد. طول مسافت  آن تا آسفالت جاده اصلی  4 کیلومتر  و طول مسافت این روستا تا شهرستان گرمی28.2 کیلومتر(35دقیقه)(از راه چای پارا)است.روستای هاواس با روستاهای چونه خانلو - امراهلو-قهرمانلو-اژدرلو-عبابیگلو-صمدلو -آقاحسن بیگلو-قرودرق -کله سر(علیا -وسطی-سفلی)و نقاره هم مرز است . محصولات به دست آمده از کشاورزی اکثر (گندم،عدس،جو)است که برای مصارف شخصی نخود هم کاشت میشود.
این روستای آب دیم دارد یعنی برای زراعت از آب باران استفاده می کنند.این روستا از یک یا دو طایفه تشکیل شده است که طایفه مددلو مهمترین و بزرگترین آن می باشد. در این روستا مدرسه برای پایه های ابتدایی وجود دارد که دانش آموزان بعد از ابتدایی به شهر یا روستا های بزرگ مجاور میروند.
زمین های این روستا ناهموارو مرتفع هست . اهالی این روستا برای برداشت محصولات خود از جمله گندم و جو از کمباین استفاده میکنند و به دلیل اینکه زمین های برخی از آن شیب زیادی دارد به صورت دستی برداشت این محصولات انجام میشود.
مشکلات اساسی و اصلی این روستا راه خاکی ،نبودآنتن و اینترنت  است . هنگام بارندگی اهالی به دلیل خاکی بودن جاده با مشکل بزگی مواجه میشوند.